# Першозвановка (Запорожская область)
Першозвановка (укр. Першозванівка) — село,
Кировский сельский совет,
Вольнянский район,
Запорожская область,
Украина.
Код КОАТУУ — 2321582007. Население по переписи 2001 года составляло 91 человек.

## Географическое положение
Село Першозвановка находится в 2,5 км от левого берега реки Солёная.
По селу протекает пересыхающий ручей с запрудами, 
выше по течению которого на расстоянии в 1 км расположено село Шевченково,
ниже по течению на расстоянии в 2,5 км расположено село Василевка.
Рядом проходит железная дорога, станция Новогуполовка в 2-х км.

## История
- 1770 год — дата основания.